# Cathédrale de Trivento
La cathédrale de Trivento est une église catholique romaine de Trivento, en Italie. Il s'agit de la cathédrale du diocèse de Trivento.